# ويليام غراهام (مخرج)
ويليام غراهام (بالإنجليزية: William A. Graham)‏ هو منتج أفلام ومخرج أمريكي، ولد في 15 مايو 1926 في نيويورك في الولايات المتحدة، وتوفي في 12 سبتمبر 2013 في ماليبو في الولايات المتحدة.

## وصلات خارجية
- ويليام غراهام على موقع IMDb (الإنجليزية)
- ويليام غراهام على موقع ألو سيني (الفرنسية)
- ويليام غراهام على موقع أول موفي (الإنجليزية)
- ويليام غراهام على موقع قاعدة بيانات الأفلام السويدية (السويدية)
- ويليام غراهام على موقع قاعدة بيانات الفيلم (الإنجليزية)
- ويليام غراهام على موقع كينوبويسك (الروسية)